# Bitka pri Savudriji
Bitka pri Savudriji (italijansko battaglia di Salvore, battaglia navale di punta San Salvatore) je bila  pomorska bitka ob zahodni obali Istre, ki  naj bi se zgodila v 12. stoletju in spada v kategorijo mitov in legend.

## Bitka
Po nekaterih virih se je v bitki leta 1177 nedaleč od Savudrije spopadlo preko sto galej, na eni strani Svetega rimskega cesarstva, genovske in pisanske mornarice ter na drugi strani mornarice Beneške republike, istrskih mest in Papeške države.
Beneška stran je bila po številu plovil sicer šibkejša, vendar je zavzela boljšo lokacijo. Dož je s tridesetimi galejami spretno iz zasede napadel dvakrat večjo nasprotnikovo floto, cesarjev sin Oton I. Burgundski pa se je ob soočenju, da je poraz neizbežen, poskušal reševati z begom, kar naj bi mu uspelo. S poveljniško ladjo naj bi pristal na obali in se skril na območju današnje Savudrije, v stari rimski cisterni za vodo. 
Iz tega dogodka naj bi nastalo tudi italijansko ime naselja Savudrija »Salvore« (salvo re – rešeni kralj). 
Zmaga v bitki je Benečanom prinesla veliko pomorsko moč in potrdila dominantno vlogo Serenissime na Jadranu.
Po bitki naj bi (po Dandolovi kroniki) beneški mir, ki je bil sklenjen 24. junija 1177, zaključil vojno med cesarjem Friderikom I. Barbarosso in lombardsko ligo, katere podpornik je bil papež Aleksander III.
Kot nagrado za vso ponujeno pomoč je papež beneškemu dožu podaril zlat prstan, s katerim so Benetke dobile potrditev samostojnosti in njene dominantne vloge na Jadranu. V čast zavzetja vzhodnojadranske obale leta 1000 in tudi zmage v Bitki pri Savudriji Benečani vsako leto slovesno, s procesijo z ladjami, praznujejo poroko Benetk z morjem (Sposalizio di Venezia con il Mare).

## Upodobitve
Zmago nad nasprotniki so najprej ovekovečili na stenah dvorane Velikega sveta v Doževi palači v Benetkah. Leta 1421 je fresko naslikal Gentile da Fabriano, vendar sta morala že po petdesetih letih slikarijo obnoviti brata Giovanni in Gentile Bellini. Ko je požar v Doževi palači leta 1577 poleg freske uničil tudi dragocene slike Bellinija, Tiziana, Vivarinija in drugih, so leta 1578 pri Jakopu Tintorettu naročili novo monumentalno sliko savudrijske bitke, ki pa jo je dokončal njegov sin Domenico Tintoretto, slika je še sedaj v Doževi palači.
Tudi Pirančani so pri Tintorettu naročili upodobitev savudrijske bitke, ki naj bi do leta 1801, ko so jo odpeljali na Dunaj, krasila dvorano mestnega sveta (Sala del Consiglio) v piranski mestni hiši. V Pomorskem muzeju Sergeja Mašere v Piranu hranijo grafiko bitke pri Savudriji, delo Domenica Rosettija iz leta 1578.